# Päpstliche Akademie für Theologie
Die Päpstliche Akademie für Theologie (italienisch Pontificia Academia Theologica) wurde 1695 in Rom gegründet und erhielt 1718 ihre ersten Statuten durch Papst Clemens XI. Papst Clemens XIV. förderte die Akademie. Gregor XVI. verfasste 1838 spezifische Gesetze und Reglemente. Johannes Paul II. reformierte die Pontificia Academia Theologica im Jahr 1999.

## Überblick
Die Päpstliche Akademie für Theologie, die in der Vatikanstadt ihren Sitz hat, befasst sich mit dem Dialog zwischen Glaube und Vernunft sowie der Vertiefung der Lehre der Kirche. Die Enzyklika Fides et ratio von Papst Johannes Paul II. war ein „Arbeitsplan“ für die Tätigkeit.
Mit dem Motu proprio „Ad theologiam promovendam“ hat Papst Franziskus die Statuten der Päpstlichen Akademie für Theologie per 1. November 2023 aktualisiert. Die neuen Statuten, die am 1. November vom Papst genehmigt wurden, sehen bis zu 55 Akademiker vor.

## Präsidenten
- Manlio Sodi SDB, 2009–2014
- Real Tremblay CSsR, 2014–2019
- Ignazio Sanna, 2019–2022
- Antonio Staglianò, seit 2022

## Mitglieder

### Akademischer Rat
- Ignazio Sanna – Präsident
- Marco Salvati OP (seit 2023) – Prälat-Sekretär
- Enrico dal Covolo SDB
- Riccardo Ferri
- Paul O’Callaghan
- Manlio Sodi SDB (Präsident von 2009 bis 2014)

### Ordentliche Mitglieder
- Amador Pedro Barrajón Muñoz LC (ernannt 2023)[4]
- Christof Betschart OCD (ernannt 2023[4])
- Inos Biffi
- Giovanni Cavalcoli OP
- Piero Coda
- Francesca Cocchini (ernannt 2023[4])
- Enrico dal Covolo SDB
- Joseph Augustine Di Noia OP
- Emmanuel François Durand OP (ernannt 2023[4])
- Ambrosius Eßer OP
- Marcella Farina FMA
- Raffaele Farina SDB
- Rino Fisichella
- Bruno Forte
- Pierre Gaudette
- Paulus Jacobus Jozef van Geest (ernannt 2023[4])
- Bruno Hidber CSsR
- Savio Hon Tai-Fai SDB
- José Luis Illanes Maestre
- Wilhelm Imkamp
- Renzo Lavatori
- François-Marie Lethel OCD
- Giuseppe Lorizio (ernannt 2023[4])
- Livio Melina
- Ilaria Morali (ernannt 2023[4])
- Massimo Naro (ernannt 2023[4])
- Paul O’Callaghan
- Fernando Ocáriz
- Daniel Ols
- Marc Ouellet PSS
- Romano Penna
- Czesław Rychlicki
- Ignazio Sanna (Präsident von 2019 bis 2022)
- Paolo Scarafoni LC
- Joseph Schumacher
- Manlio Sodi SDB
- Pietro Sorci OFM
- Domenico Sorrentino
- Ioannis Spiteris OFMCap
- Johannes Stöhr
- Réal Tremblay CSsR

### Emeritierte Mitglieder
- Tomás Alvarez de la Cruz  OCD
- Marcello Bordoni
- Walter Brandmüller
- Mariasusai Dhavamony S.J.
- Alvaro Huerga OP
- Francisco López-Illana
- Cándido Pozo Sánchez SJ
- Max Seckler
- Tarcisio Stramare OSJ
- Valentini Donato SDB

### Korrespondierende Mitglieder
- Angela Ales Bello
- Félix María Arocena Solano
- Luigi Borriello OCD
- Nicola Ciola
- Colzani Gianfrancesco
- Gerardo del Pozo Abejón
- Jeremy Driscoll OSB
- Samuel José Fernández Eyzaguirre
- Carlos María Galli
- Jean-Miguel Garrigues OP
- Cesare Giraudo SJ
- Santiago María González Silva CMf
- Vincent Holzer CM
- Robert Imbelli
- Łukasz Kamykowski
- George Karakunnel
- Maria Ko Ha-Fong FMA
- Bernhard Körner
- Brendan Leahy
- Giulio Maspero
- Ignazio Petriglieri
- Placida Flavio
- Arvydas Ramonas
- Antonino Raspanti
- Marian Rusecki
- Marco Salvati OP
- Franz Sedlmeier
- Laurent-Jacques-Marie Touze
- Joseph Wong OSBCam